# G.Basavanahalli, Piriyapatna
G.Basavanahalli là một làng thuộc tehsil Piriyapatna, huyện Mysore, bang Karnataka, Ấn Độ.